# Marie-Luise Hemme
Marie-Luise Hemme (* 23. Januar 1949 in Verden; † 9. Dezember 2021) war eine deutsche Politikerin (SPD). In den Jahren 1998 bis 2008 war sie Mitglied des Niedersächsischen Landtags. Sie war verheiratet und hatte zwei Kinder.

## Ausbildung und Beruf
Nach dem Abitur studierte Hemme Rechtswissenschaften in Hamburg und Würzburg. Anschließend war sie bis zu ihrer Wahl in den Landtag als Hausfrau tätig. 

## Politik
Seit dem Jahr 1990 ist Hemme Mitglied der SPD. Sie war Vorsitzende des Ortsvereins Nienburg. Von 1991 bis 2011 gehörte sie dem Rat der Stadt Nienburg an und war stellv. Vorsitzende der dortigen SPD-Fraktion und Vorsitzende des Schulausschusses. Von 1998 bis 2008 war sie Mitglied des Niedersächsischen Landtags. 1998 wurde sie im Wahlkreis Nienburg-Nord direkt gewählt, 2003 über die SPD-Landesliste. Im Landtag war sie frauen- und familienpolitische Sprecherin der SPD-Fraktion.

## Weitere Tätigkeiten und Mitgliedschaften
Hemme ist Mitglied des Frauenausschusses des SoVD Niedersachsen. Zudem ist sie Mitglied der IG Bergbau, Chemie, Energie, der Arbeiterwohlfahrt, der Naturfreunde und des Deutschen Kinderschutzbundes.